# Pardosa lombokibia
Espèce
Synonymes
- Lycosa lombokibia Strand, 1915

Pardosa lombokibia est une espèce d'araignées aranéomorphes de la famille des Lycosidae.

## Distribution
Cette espèce est endémique de Lombok en Indonésie.

## Description
Le mâle holotype mesure 7 mm.

## Étymologie
Son nom d'espèce lui a été donné en référence au lieu de sa découverte, Lombok.

## Publication originale
- Strand, 1915 : Indoaustralische, papuanische und polynesische Spinnen des Senckenbergischen Museums, gesammelt von Dr E. Wolf, Dr J. Elbert u. a. Wissenschaftliche Ergebnisse der Hanseatischen Südsee-Expedition 1909. Abhandlungen der Senckenbergischen Naturforschenden Gesellschaft, vol. 36, no 2, p. 179-274 (texte intégral).